# 취약점 공격
취약점 공격 또는 익스플로잇(exploit)이란 컴퓨터의 소프트웨어나 하드웨어 및 컴퓨터 관련 전자 제품의 버그, 보안 취약점 등 설계상 결함을 이용해 공격자의 의도된 동작을 수행하도록 만들어진 절차나 일련의 명령, 스크립트, 프로그램 또는 특정한 데이터 조각을 말하며, 이러한 것들을 사용한 공격 행위를 이르기도 한다.
취약점 공격은 주로 공격 대상 컴퓨터의 제어 권한 획득이나 서비스 거부 공격(DoS) 등을 목적으로 한다.

## 종류
취약점 공격의 종류는 그 구분 방법에 따라 여러 가지로 나눌 수 있으나 대표적인 몇 가지를 나열하면 다음과 같다.
- 이용하는 보안 취약점의 종류에 따라 BOF 취약점 공격, CSRF 취약점 공격, XSS 취약점공격, 기타 등등 보안 취약점 페이지 참조.
- 취약점 공격이 실행되는 곳에 따라
  - 로컬 취약점 공격 : 취약점 공격이 공격 대상 자체에서 실행됨.
  - 원격 취약점 공격 : 공격자의 컴퓨터에서 실행되어 다른 컴퓨터를 공격 대상으로 함.
- 취약점 공격이 초래하는 결과(목적)에 따라 EoP 취약점 공격, DoS 취약점 공격, 스푸핑 취약점 공격, 기타 등등
- 소프트웨어 취약점이 개발자에게 알려지지 않아 패치가 없는 시점에서 만들어져 사용되는 것을 특히 제로 데이 취약점 공격이라고 한다.

## 대책
취약점 공격이 만들어지는 시점은 취약점이 얼마나 널리 알려졌는지와 관계 없지만, 취약점 공격이 널리 공개되는 시점은 보통 해당 취약점이 널리 알려진 후이다. 보통은 이러한 시점에 이르기 전에 해당 취약점을 보완한 업데이트가 공개되므로 항상 최신의 업데이트를 적용하여 취약점을 보완하거나 최신 버전의 바이러스 검사 소프트웨어 등을 이용하면 위협에 대한 노출을 줄일 수 있다.
그러나 제로 데이 취약점 공격의 경우 알려지지 않거나 업데이트되지 않은 취약점을 이용하여 공격하므로, 위 방법으로는 공격을 막을 수 없을 가능성이 크다. 이를 방지하기 위한 여러 방법이 있는데, 예를 들어 소프트웨어나 하드웨어의 비정상적인 동작을 감시하는 침입 탐지 시스템이나 침입 차단 시스템 등이 있다.

## 같이 보기
- 컴퓨터 보안
- 샌드박스 (컴퓨터 보안)
- 제로 데이 공격
- 악성코드